# Enola, Arkansas
Enola là một thị trấn thuộc quận Faulkner, tiểu bang Arkansas, Hoa Kỳ. Năm 2010, dân số của thị trấn này là 338 người.

## Dân số
- Dân số năm 2000: 188 người.
- Dân số năm 2010: 338 người.